# 常神のソテツ

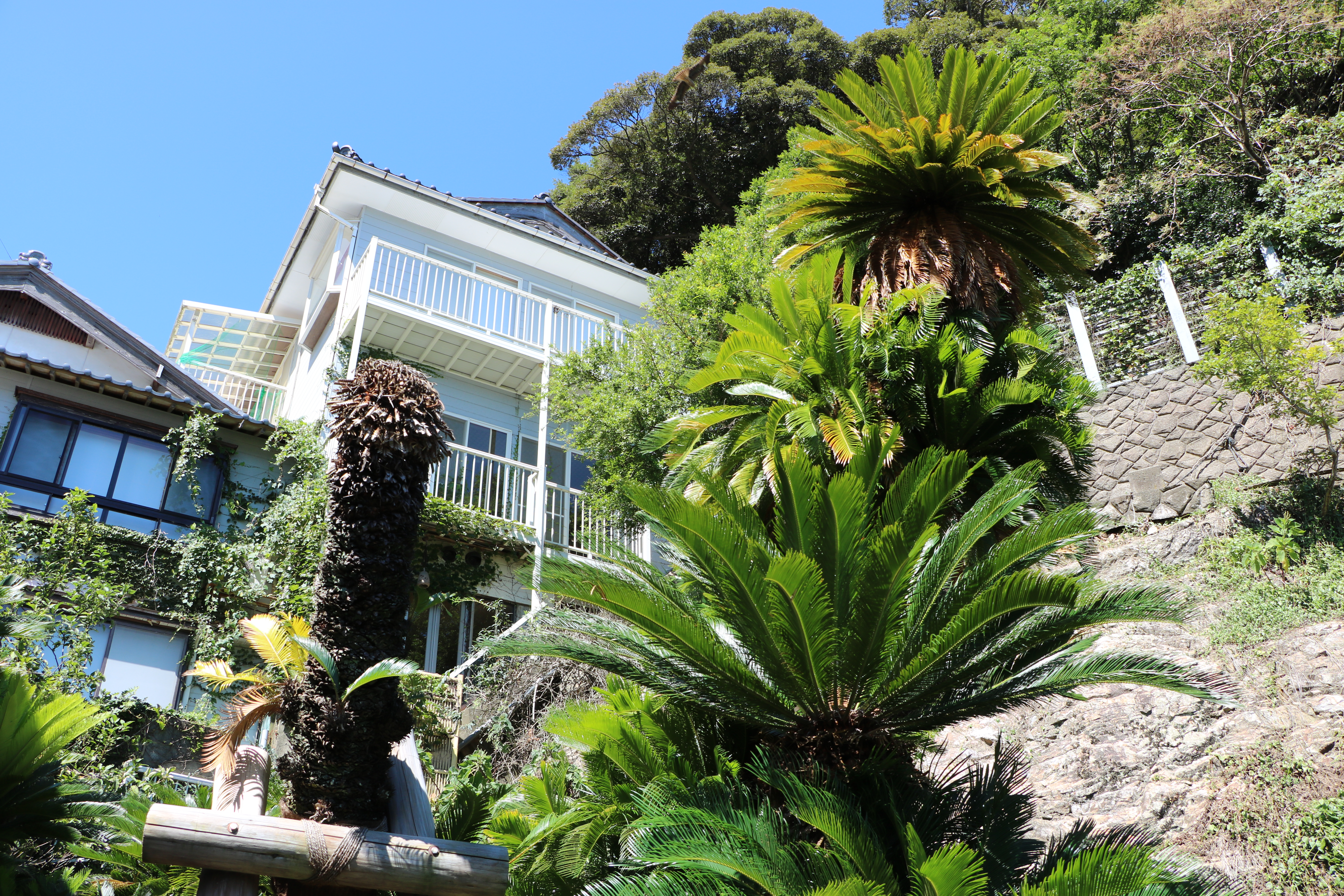
常神のソテツ。2019年9月8日撮影。

常神のソテツ（つねかみのソテツ）は、福井県三方上中郡若狭町常神にある国の天然記念物に指定されたソテツ（蘇鉄）の巨木である。
国の天然記念物に指定されたソテツは日本全国に12件あり、自生地としてのものが2件、個体が10件で、自生地以外の個体は常神のソテツを含め、すべて植栽されたものと考えられている。常神のソテツは北陸地方で唯一の国の天然記念物に指定されたソテツで、生育する北緯35度38分14秒は、国の天然記念物のソテツの中では最も北に位置している。推定される樹齢は約1300年、この地に漂着したインド人が植えたものと地元では伝えられており、北陸地方では有数のソテツの巨木として、1924年（大正13年）12月9日に国の天然記念物に指定された。

## 解説

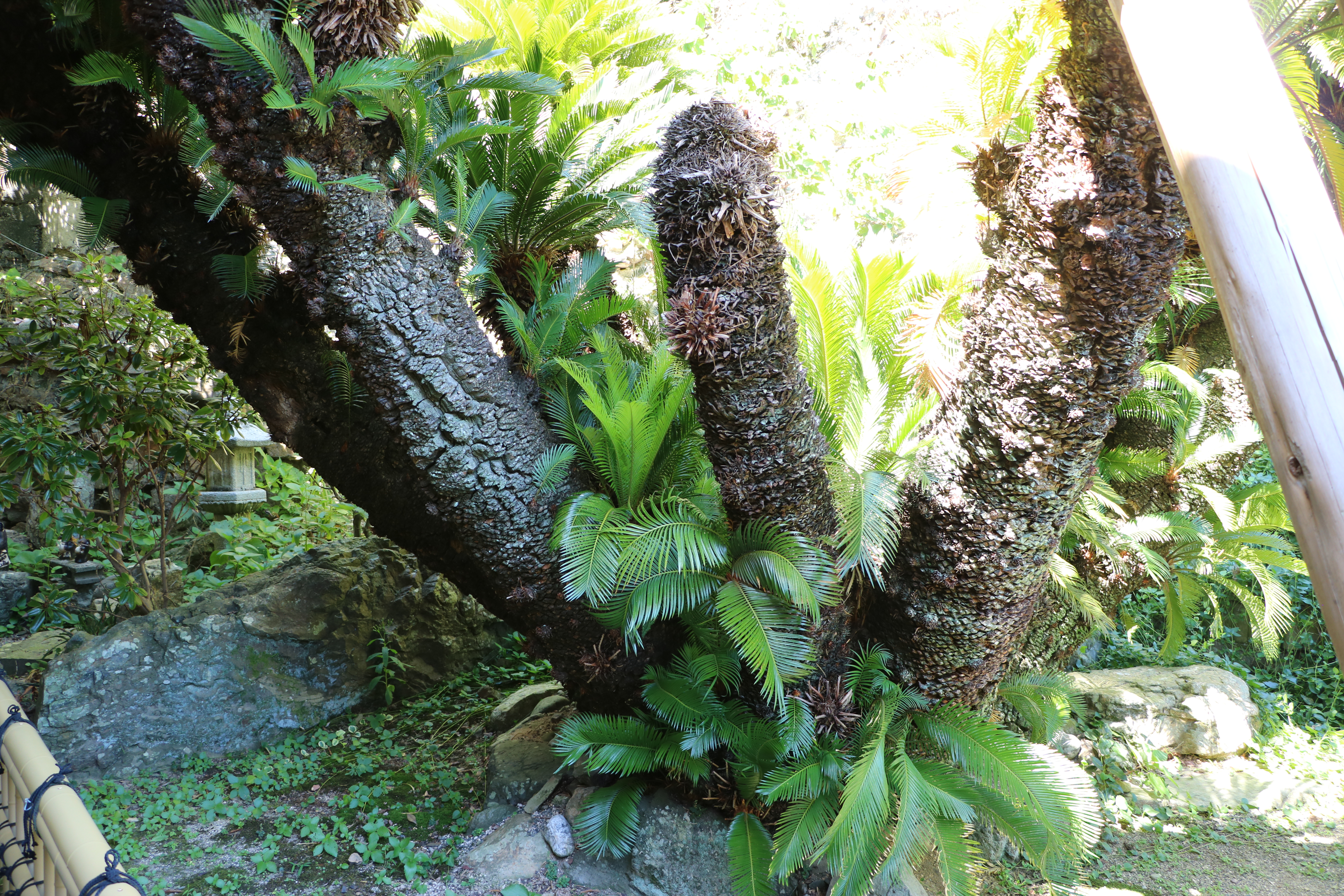
常神のソテツの根元。 2018年9月8日撮影。

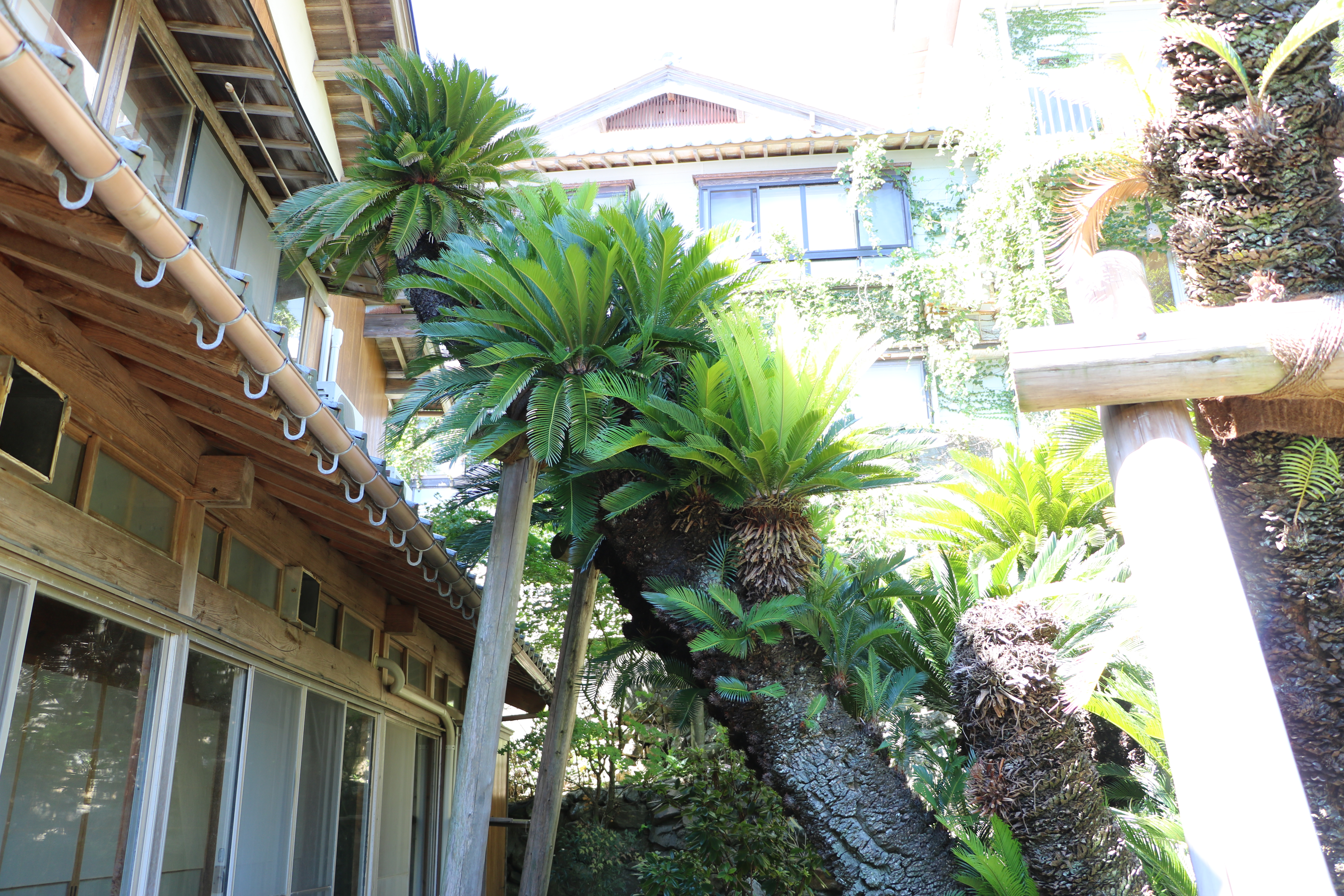
家屋に隣接している。 2018年9月8日撮影。

常神のソテツは若狭湾に突き出した常神半島の先端近くの漁村である常神地区にあり、福井県道216号常神三方線終点付近の漁港沿いの車道から、山側に密集する民家の間の路地を入った個人宅某X家の庭に生育している。
常神のソテツは根元からの樹高が4.5メートル～6.5メートルの高い5本の支幹と、樹高1.5メートル～3メートルの低い3本の支幹の、合計8本の幹が枝分かれしており、根元周りは5.2メートルに達している。目通り幹囲は大きい方から、1.45メートル、1.35メートル、1.30メートル、1.25メートル、1.20メートル、0.95メートル×2本、0.90メートル。5メートルを超える高さのものは8本中4本あり、最も高いものが6.5メートルで、東側へ湾曲する1本を除いて、残りはすべて直立している。
江戸時代中期の1700年代中頃に火災を受けたというが樹勢は旺盛で、1924年（大正13年）12月9日に国の天然記念物に指定された。
ソテツは雌雄異株の裸子植物で、イチョウと同様に種子植物であるにもかかわらず精子を作ることで知られているが、常神のソテツは雌株である。ソテツ類は世界の熱帯から亜熱帯にかけて分布し、日本国内ではソテツ（蘇鉄、学名：Cycas revoluta）のみが沖縄から九州南部にかけて自生しており、自然分布の北限は鹿児島県および宮崎県とされる。これら北限地のソテツ自生地は国の特別天然記念物に指定されているが、ソテツは昔から神社仏閣や民家などに植栽されているものが多く、それらの中には異様なほど巨大な株に成長している個体があり、その代表的なものとして10件が国の天然記念物に指定されており、常神のソテツもその1つである。
自然分布域から遠く離れた常神のソテツは自然に生えたものではなく、能満寺のソテツ（静岡県榛原郡吉田町）や妙国寺のソテツ（大阪府堺市堺区）など、他の国の天然記念物のソテツと同様、人間の手によって植栽されたものと考えられており、地元常神地区では、大昔、漂流して常神に漂着したインド人が持っていたソテツの株が植えられたものという伝承が残されている。

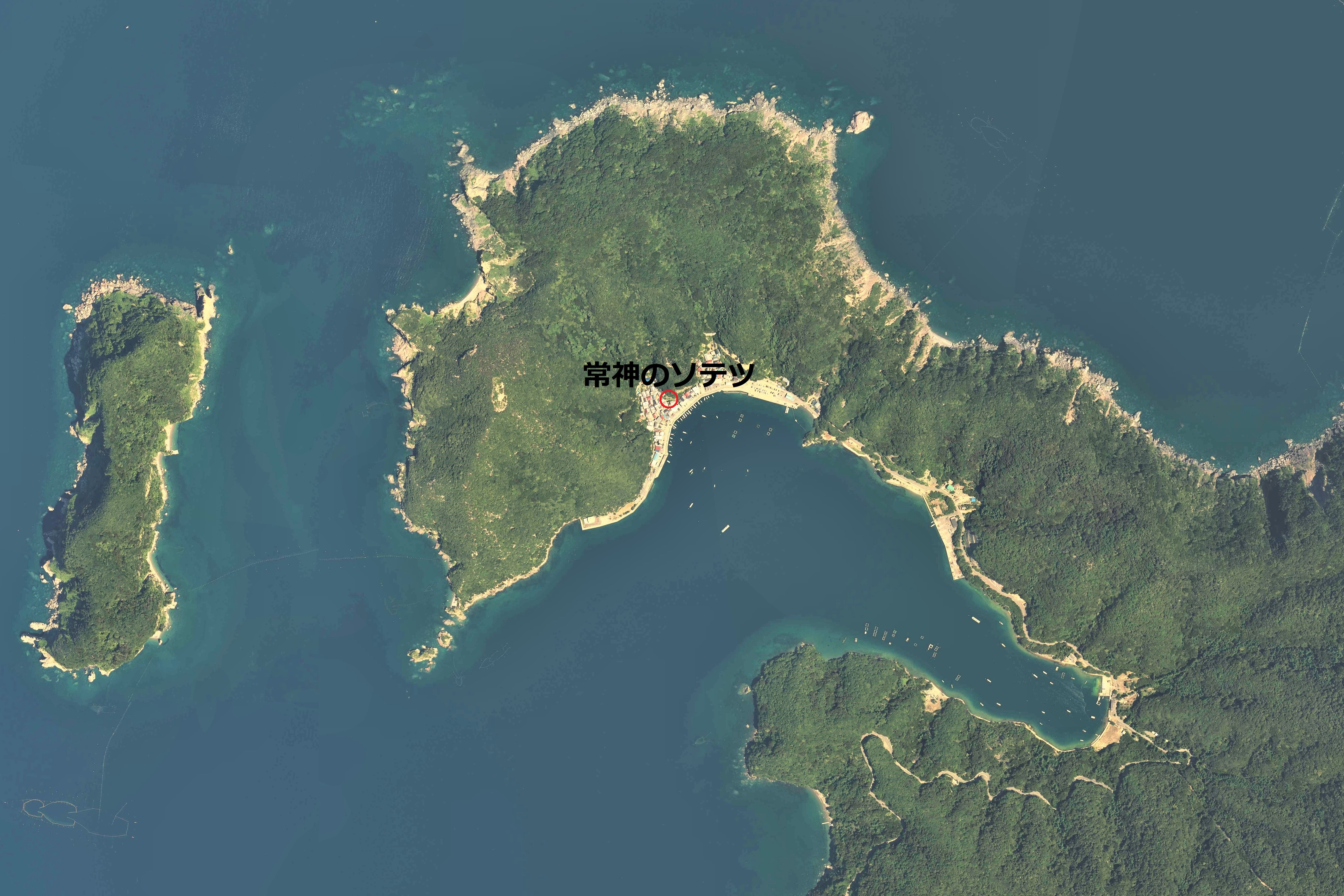
常神地区周辺の空中写真（2018年7月22日撮影の4枚を合成作成）。
画像上方が外海である日本海。常神半島が南東方向から回り込んで南向きの入り江を作り、湾口（西側）には御神島が浮かぶ。常神のソテツの生育する常神地区の民家密集地の背後（北西側～北側～北東側）には、常神半島の主稜線が囲むように立ち、日本海側からの北風を和らげている。

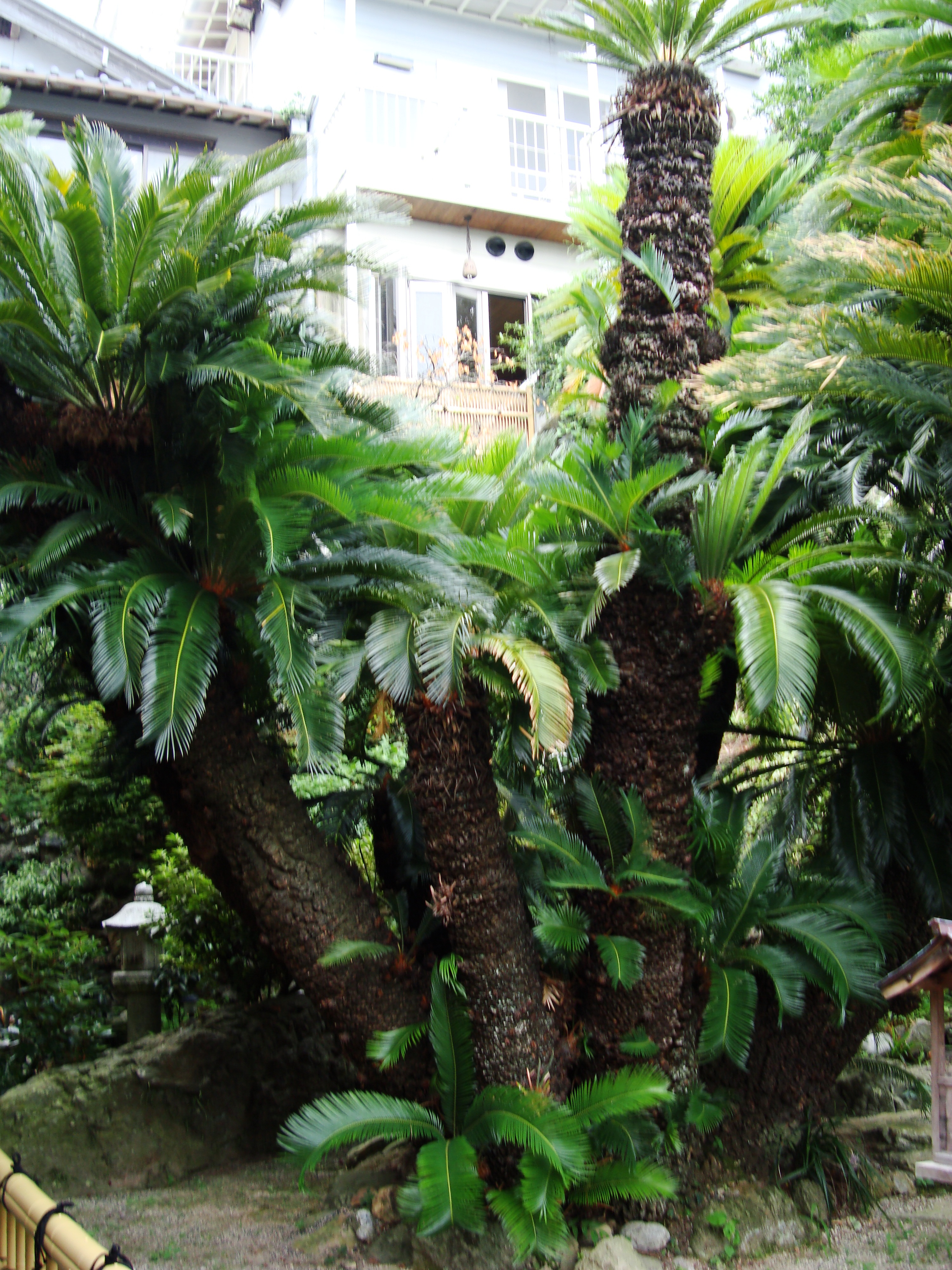
2008年8月8日撮影の常神のソテツ。

常神地区は若狭湾に突き出した常神半島の先端部付近に位置しており、1957年（昭和32年）に道路が建設されるまでは漁船だけが唯一の交通手段という陸の孤島であった。また、どの家も分家を認めず長男だけが家を継ぎ、戸数は42戸までという風習が昔から守られている。
常神半島の周囲は海食崖が発達しているため平地がまったく無く、出入りの複雑な海岸線をもつ典型的なリアス式海岸である。常神地区の家々はこれらの複雑な海岸線が作る南向きに開けた小さな入り江に面し、北側は外海である日本海との間を隔てる常神半島の主稜線の山を背にしている。それに加え湾口には天然の防波堤の役目を果たす無人島の御神島があり、常神の港は日本海からの高波や北風を直接受けることの少ない天然の良港として古くから知られ、神功皇后が角鹿（つぬが）から長門国へ船で向かった際に、この入り江に停泊して風波を避けたという伝承が残されている。常神という地名は、1108年（天仁元年）に湾口にある御神島から、今日の常神地区東端へ移された延喜式式内社の常神社からきており、同社では神功皇后を祀っている。
元来、沖縄･奄美・南九州に自生するソテツが、冬の寒さの厳しい北陸地方でありながら生育し続けたのは、常神半島の回り込むような地形によって外海と隔てられるため、北からの強風を受けにくい、周辺地域と比較して温暖な気象条件をもたらす、常神の地形的要因によるものと考えられている。また、北陸の地であるにもかかわらず、常神は冬季の降雪が稀な地区であるが、2017年（平成29年）2月10日、11日両日の大雪によって、8本ある幹の1つである、高さ約4メートル、根元の直径約50センチの幹が倒れてしまい、文化庁から管理を委託されている若狭町では樹木医の診断を仰ぎ、支柱を設置して様子を見守っている。

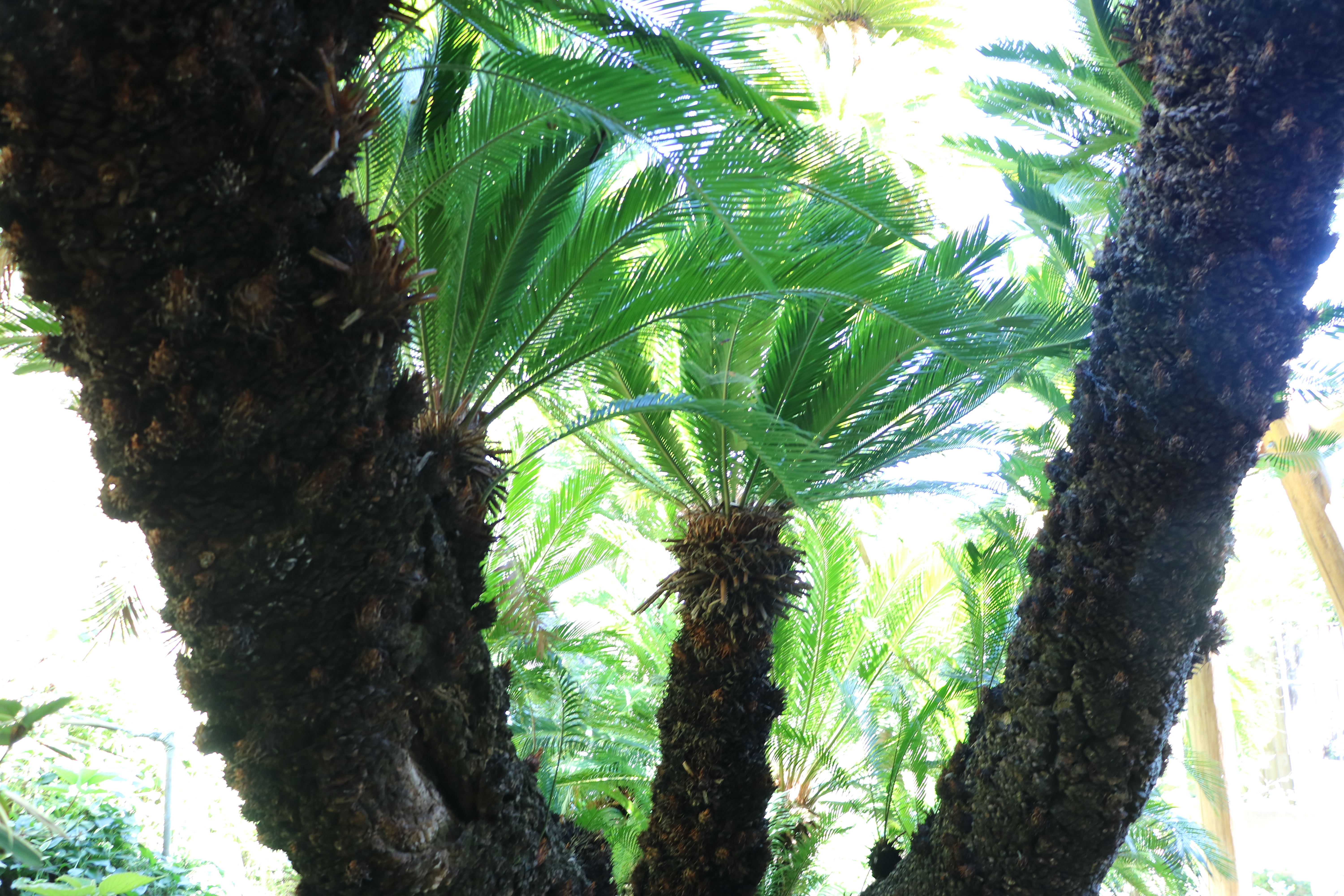
常神のソテツ。
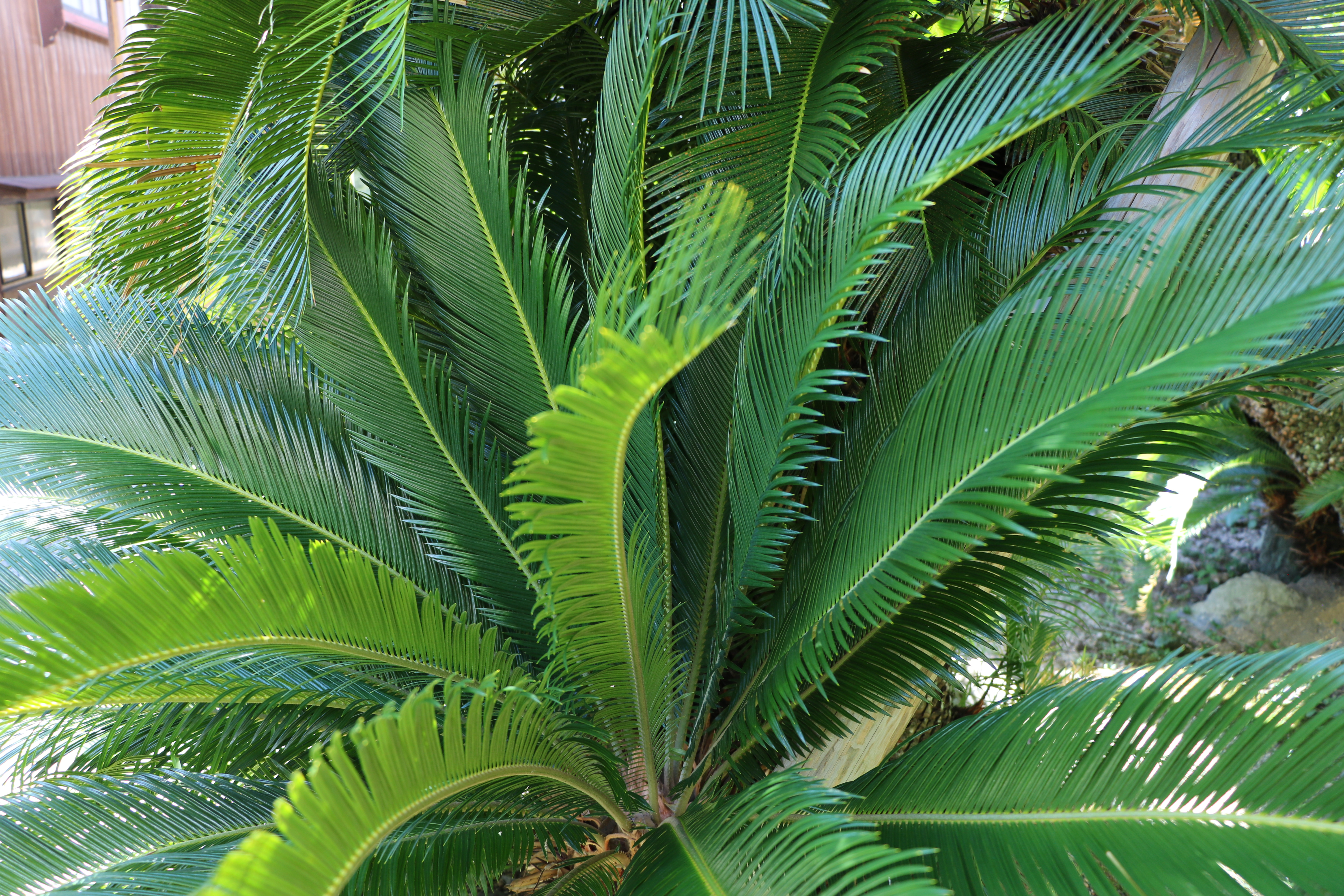
常神のソテツ。
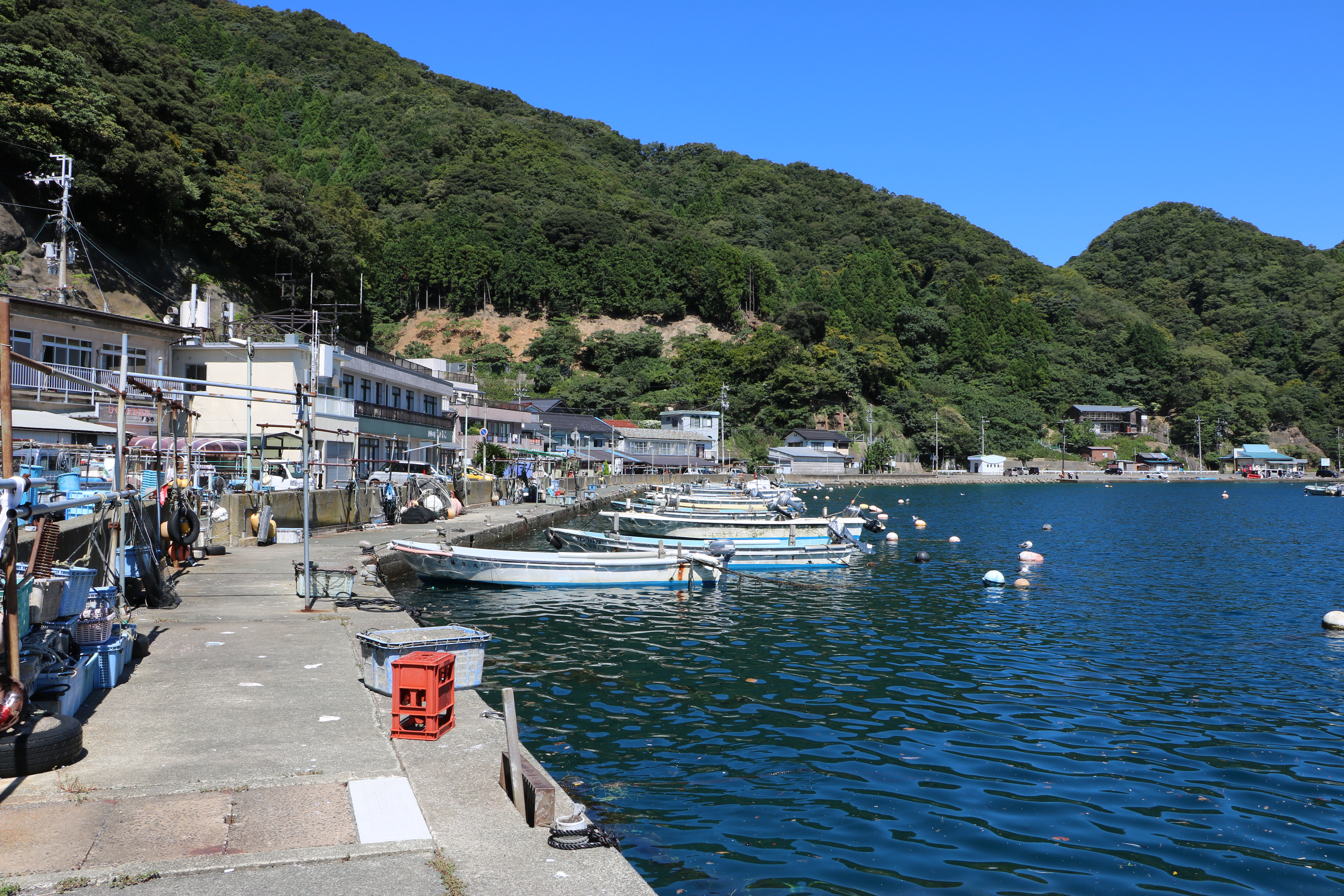
波静かな常神漁港。画像左側に並ぶ民家の奥にソテツが生育している。
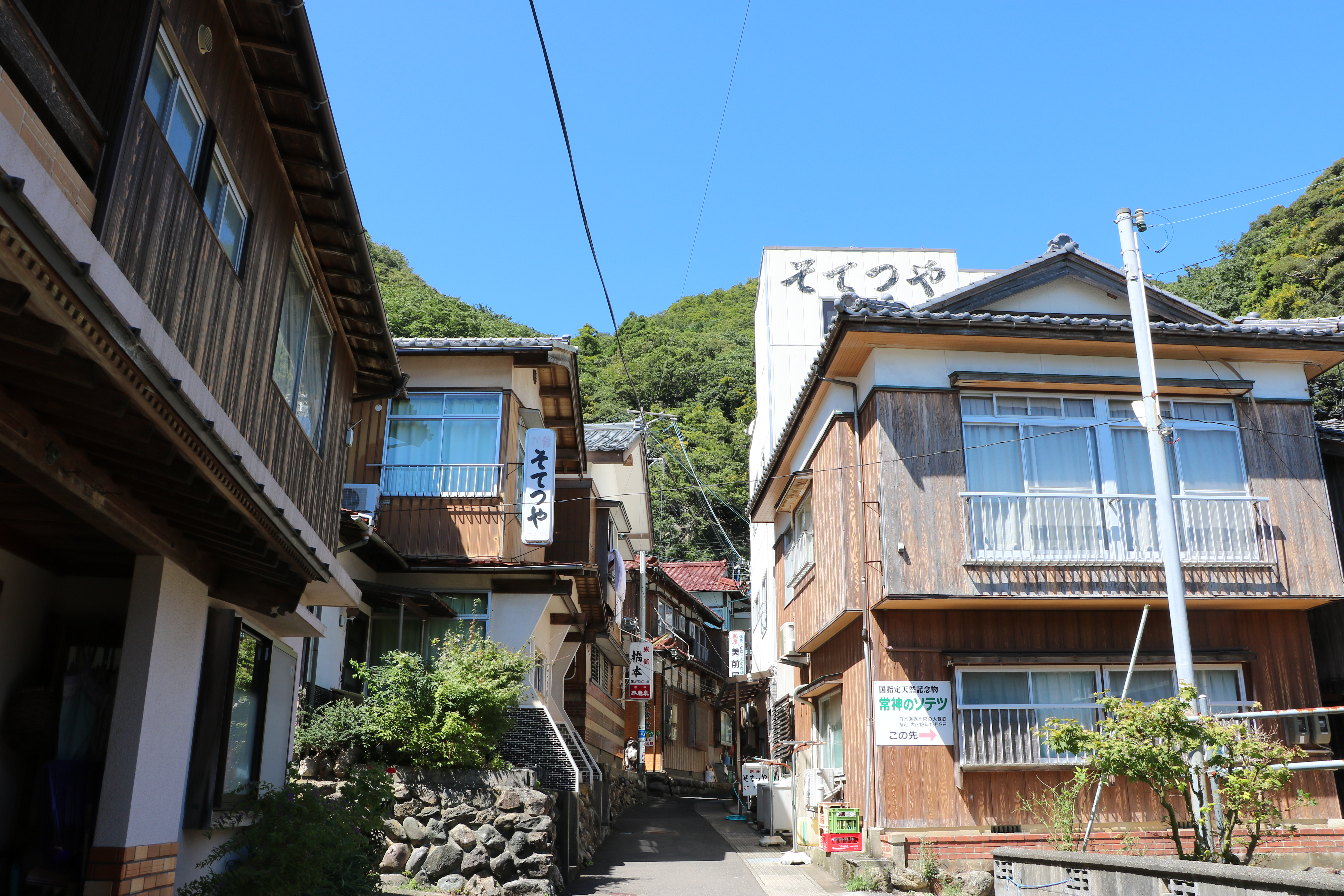
民家の密集する路地の奥に生育している。民宿等にも「そてつ」の名前が付けられている。

## 交通アクセス
所在地
- 福井県三方上中郡若狭町常神[11]。

交通
- JR小浜線三方駅下車。常神行きバス「常神」下車[11]。
- 舞鶴若狭自動車道若狭三方インターチェンジから車で40分[11]。